# Пермяков Андрій Георгійович
Андрій Георгійович Пермяков (народився 11 серпня 1973 року в м. Рівне) — український поет, перекладач, театральний та естрадний виконавець. Учасник багатьох літературних фестивалів, театральних та телевізійних проектів та концертів. Громадський діяч, організатор низки літературних та музичних імпрез та перфомансів. Володар спеціальної відзнаки конкурсу «Коронація слова» за еквіритмічні переклади українською з англійської рок пісень. Член НСПУ (з 2015).

## Життєпис
Освіта
- 2006—2007 Києво-Могилянська Бізнес Школа, Програма управлінського розвитку «Управління маркетингом»
- 2006 Києво-Могилянська Бізнес Школа, Програма розвитку лідерів по курсу MBA Університету Дарден (Вірджинія, США)
- 1997—2000 Київський Національний Університет ім. Т. Шевченко T., юридичний факультет
- 1999 — North Central Technical College, США, по програмі Community Connection USIA
- 1991—1996 Рівненський Державний Педагогічний Інститут, факультет іноземної філології.
- 1991—1994 Рівненська філія Міжнародного інституту управління, бізнесу та права. Факультет маркетингу та менеджменту. Спеціальність перекладач іноземних мов. (Англійська). Бакалавр економіки 2 ступеню.
- середня школа № 15 м. Рівне

Кар'єра
Працює в сфері енергетики.
- 2017 — працює в компанії ДТЕК «Енерго».
- 2013—2017 помічник Голови Правління ПАТ «Рівнеобленерго» з питань зовнішніх та внутрішніх зв'язків
- 2009—2013 Член Правління ПАТ «АЕС Київобленерго» та ПАТ «АЕС Рівнеобленерго».
- 2006—2013 Директор із зовнішніх та внутрішньо корпоративних зв'язків AES Україна.
- 2004—2005 Працював у проекті впровадження інтеграційних систем управління підприємством SAP в компаніях корпорації AES Corp. в Сан-Пауло, Бразилія. Відповідальний за інформацію та керівник групи комунікацій модуля організація та управляння змінами (OCM) проекту SAP
- 2002 — 2009 Менеджер із зовнішніх та внутрішньо корпоративних зв'язків ПАТ «АЕС Рівнеобленерго»
- 1999—2001 Юрист в Італійсько-Хорватсько-Українському спільному підприємстві «Mondial B&B»

Сім'я
Син Єгор Пермяков — автор вірша «В мого тата є друг Антон», що зворушив соціальні мережі та став хітон інтернету.

## Літературна творчість
Автор збірників поезії:
- укр. рос. «Любов, рок-н-рол і V…» (П 27 Любов, рок-н-рол і V… Андрій Пермяков.  — К. Саміт-книга, 2019—104. с ISBN 978 — 966-986-052-1
- рос. «Мой джаз» (Пермяков Андрей. Мой джаз: книга стихов — Харьков: изд-во «НТМТ», 2014. — 110 с. ISBN 978-617-578-183-8
- рос. «Сквозь» (П 275 Сквозь. — Рівне: Волинські обереги, 2008. — 212 с. ISBN 978-966-416-129-6. ББК 84 (4 Укр) 6)
- «Ніжні переможуть». — Київ : ТОВ «Креативна агенція «Артіль», 2023.  — 80 с.

Аудіо книга віршів рос. «Сквозь» записана акторами та музикантами. (VIRAG Production 2012)
Альманахи:
- «Эмигранская лира» Боюсель — Льєж — Париж 2018 ISBN 978-2-9602206-2-9
- * «ARKA FEST BARSELONA» «Арка Фест» Барселона 2018. К: Друкарский двор Олега Федорова, 2018, — 160 с. ISBN 978-617-7583-19-5 УДК 821.161.2-1(082)
- Літературно-художній альманах КНИГА РОКУ: альманах перекладів світової рок-музики на українську мову. К: Самміт-книга, 2018. — 208 с. ISBN 978-617-7672-69-1
- Збірка «Денники поліських бурштинокопачів» — Рівне. Оповідач. 2016)
- «Ровно баюнное» Альманах. — Рівне: Волинські оберегі, 2005—264 с. ISBN 966-8306-89-9

Постійний автор журналу іноземної літератури «Всесвіт» з перекладами рок пісень українською мовою.
Переклади:
- Переклад Пінк Флойд «Стіна»[12]
- Переклади «Бітлз»[13]
- Політ кондора. Добірка рок-поезії[14]
- WOMEN IN ROCK. Добірка жіночої рок-поезії[15]
- Антивоєнна рок-поезія[16]

Публікується на порталі «Дотик словом», в журналі «Палісадник»..
Публікувався в англомовній антології сучасної української літератури Terra poetica.
Фіналіст 10-го Всесвітнього поетичного фестивалю авторів, що пишуть російською мовою «Эмигрантская лира». Боюсель — Льєж — Париж 2018.
Фіналіст міжнародного літературного фестивалю «Арка Фест» Барселона 2018.
«Поетичних альмаНАХ Ероніки» збірка сучасної делікатної та інтимної лірики Brand Book Publishing 2018.

## Аніматор літературного процесу
Разом з Юрієм Журавлем та видавництвом Самміт-книга є співорганізатором та автором ідеї проекту перекладів текстів рок пісень українською мовою «Книга ROCKy».
Член Національної спілки письменників України (з 2015), член Національної спілки журналістів України.
В 2015 представляв Україну на міжнародному фестивалі мистецтв Wschód Kultury в Польщі.. В 2015 був мав творчі виступи в Казахстані.
Разом з Лесею Мудрак — співорганізатор Міжнародного фестивалю поезії в Україні «Terra poetica».
Автор проектів «Диванна лірика».
Співзасновник літературного фестивалю СУП (сучасна українська поезія), співорганізатор Міжнародного форуму молодих письменників м. Київ.

## Сценічна творчість
Автор та виконавець власної моновистави «Любов, рок-н-рол і V…» Театр «Сузіря»
Автор лібрето та один з авторів текстів пісень першої української Електро Рок Опери «Орфей та Еврідіка назавжди» сучасного композитора М. Брунського. Виконавець ролі Оповідача.
Гість та учасник творчих вечорів «Гостина Іри Сказаної». «Зустріч з поетом А. Пермяковим» та «Чари кохання. Іра Сказіна та Оркестр заслуженного академічного ансамблю Збройних Сил України»
Виконавець віршів у проекті «Взрослые чтения от книжного продюсера»
Соціальний проект «Почути». Вірші сучасних українських поетів перекладено жестовою мовою та Брайля. Участь у читаннях віршів жестовою мовою.
Виконавець ролі філософа-безхатченка в хореографічно-поетичній виставі «Лялькар» творчого об'єднання «Едельвейс».
Постійний учасник фестивалю Арт джаз кооперейшн.
Ведучий церемонії відкриття першого міжнародного фестивалю кіно в м. Рівне «Місто мрії».
Поетичний гість міжнародного театрального фестивалю «Молоко», м. Одеса.
Регулярний поетичний гість в «Театрі Перуцького», м. Одеса.
Учасник театрально-літературного вечора рос. «Большого Одесского юмора» з Валерієм Хаїтом та Маріанною Гончаровою м. Київ.
Проект О. Курилко театру рос. «Черный квадрат», участь у виставі рос. «Ниже пояса выше плинтуса».
Учасник проекту «СИЛА СЛОВА» — відео читання українських поезій. Вірш «Кривда» В. Симоненка.
Організатор та учасник концертів «Вечір доброї енергії» з Наталією Сумською, Сергієм Лазо та іншими.
Аудіовистава «Театр вух». П'єса «Чужі» Олени Андрейчікової — виконавець всіх другорядних ролей.
Проект «Прозаностра» Олена Андрейчіков та Олнеа Кравець читають Олену Андрейчикову та іншу сучасну прозу
Музично-літературний джем-сейшн Андрія Пермякова «Вірши. Джем. Сейшн» за участю джазових гуру України: радіоведучого Олексія Когана, саксофоніста Артема Менделенка та піаніста Майка Кауфмана-Портнікова.
Виконавець ролі Астора Пяццолла у виставах «Пяццолла» та «Танго френдз» першого в Україні «Танго театру», ролі Ліаса Пастіа в опері «Кармен» та навіть роль самого себе у виставі «Бла-бла-ленд за лаштунками».  Автор та виконавець у власних поетичних виставах «Вірші. Джаз. Сейшн», «Любов, рок-н-рол і V».  